# Gunnar Þórðarson
Gunnar Þórðarson (ur. 4 stycznia 1945 w Hólmavík) – islandzki kompozytor, piosenkarz i gitarzysta. Występował w wielu zespołach muzycznych, najczęściej jako gitarzysta. Wydał 13 albumów muzycznych.

## Kariera
Gunnar Þórðarson zwrócił uwagę zespołu Hljómar, który powstał w drugiej połowie 1963 roku. Gunnar grał wtedy z młodzieżowym zespołem Skuggum. Þórðarson komponował i grał dla Hljómar. W 1965 roku ukazał się pierwszy album zespołu Hljómar, który zawierał pierwszą wydaną piosenkę Þórðarsona. W 1969 roku powstała grupa Trúbrot, w wyniku połączenia Flowers i Hljómar. Gunnar Þórðarson brał udział w tworzeniu albumu Björgvin Halldorsson wydanego w 1970 roku.
W 1973 roku opuścił Trúbrot i wstąpił do Ríó tríó. 3 lutego 1975 Gunnar Þórðarson otrzymał swoją pierwszą nagrodę muzyczną. W lecie 1975 roku Gunnar przeprowadził się do Anglii, gdzie rozpoczął pracę nad swoim pierwszym solowym albumem – Gunnar Þórðarson. Pomimo dobrych recenzji krytyków album nie sprzedawał się. Gunnar Þórðarson wrócił do Islandii i założył wydawnictwo Ýmsir, które wydało dziewięć albumów w latach 1976–1979. W 1981 roku wydał album Himinn og jörð, a rok później nagrał płytę z Pálma Gunnarssyni. W 1986 Þórðarson wydał album Reykjavik z okazji 200. rocznicy założenia miasta. Duża część płyt sprzedała się w trakcie koncertu Gunnara Þórðarsona, który był jednym z elementów obchodów. W 1987 roku wyszedł kolejny album Gunnara Í loftinu, który nie odniósł spodziewanego sukcesu.
W 1998 wstąpił do zespołu Guitar Islancio. Rok później grupa wydała swój pierwszy album.

## Zespoły
| Nazwa zespołu                  | Pozycja                 | Rok wstąpienia | Rok wystąpienia |
| ------------------------------ | ----------------------- | -------------- | --------------- |
| Trúbrot                        | Piosenkarz i gitarzysta | 1969           | 1973            |
| Ríó tríó                       | Gitarzysta              | 1973           |                 |
| Hljómsveit Gunnars Þórðarsonar | Dyrygent i gitarzysta   | 1983           |                 |
| Hljómar                        | Gitarzysta              | 1963           | 1969            |
| Gullkistan                     | Piosenkarz i gitarzysta | 2011           |                 |
| Guitar Islancio                | Gitarzysta              | 1998           |                 |

## Albumy
Do nagranych przez Gunnar Þórðarsona albumów należą:
- Gunnar Þórðarson (1975);
- Gamlar Góðar Lummur (1977);
- Ísland 81 (1978);
- Lummur Um Land Allt (1978);
- Himinn & Jörð (1981);
- Gunnar Þórðarson og Pálmi Gunnarsson (1982);
- Borgarbragur (1985);
- Reykjavíkurflugur (1986);
- Í Loftinu (1987);
- Vetrarsól (2009);
- 16 (2017);
- Þitt Fyrsta Bros (1995);
- Himinn & Jörð (2015).